# افق جیلان
افق جیلان (انگلیسی: Ufuk Ceylan؛ زادهٔ ۲۳ ژوئن ۱۹۸۶) بازیکن فوتبال اهل ترکیه است.
از باشگاه‌هایی که در آن بازی کرده‌است می‌توان به باشگاه فوتبال آلتای اسپور، باشگاه فوتبال گالاتاسرای، باشگاه فوتبال مانیسااسپور، و باشگاه فوتبال استانبول باشاک‌شهر اشاره کرد.
وی همچنین در تیم‌های ملی فوتبال Turkey national under-19 football team، زیر ۲۱ سال ترکیه، و Turkey national football B team بازی کرده‌است.